# Guy Madison
Guy Madison, pseudonimo di Robert Ozell Moseley (Pumpkin Center, California, 19 gennaio 1922 – Palm Springs, 6 febbraio 1996), è stato un attore statunitense.

## Biografia
Madison studiò al Bakersfield College per due anni, dopodiché lavorò per un breve periodo come centralinista telefonico prima di arruolarsi nel 1942 nella Guardia Costiera degli Stati Uniti. Nel 1944, mentre stava visitando Hollywood, il suo volto fu notato da Henry Willson, un talent scout, proveniente dall'ufficio di David O. Selznick, e Madison fu immediatamente ingaggiato per un ruolo minore nel film Da quando te ne andasti (1944). Dopo l'uscita del film, molti spettatori scrissero lettere alla produzione per sapere di più su quel giovane attore.
Madison firmò un contratto con la RKO Pictures nel 1946 e iniziò ad apparire in film romantici e drammatici, come Anime ferite (1946) di Edward Dmytryk, incentrato sul tema del reinserimento dei reduci al termine della seconda guerra mondiale, in cui recitò al fianco di Dorothy McGuire e dell'allora emergente Robert Mitchum. Tuttavia, lo stile di recitazione piuttosto legnoso limitò fortemente le possibilità dell'attore di essere impiegato in altri film. A dare nuovo impulso alla sua carriera fu il piccolo schermo, poiché nel 1951 Madison diventò il protagonista della serie televisiva western Wild Bill Hickok, che andò in onda per sette anni, fino al 1958.
Dopo il successo della serie, Madison apparve in diversi altri film, principalmente di genere western, come L'indiana bianca (1953), prima di partire per l'Europa, dove riscosse un grande successo in film d'avventura e nel genere spaghetti-western.
Guy Madison morì di enfisema nel 1996 e fu sepolto al Forest Lawn Cemetery di Cathedral City, nei pressi di Palm Springs, in California.

### Vita privata
Madison sposò le attrici Gail Russell (dal 1949 al 1954) e Sheila Connolly (dal 1954 al 1964), ma entrambi i matrimoni terminarono con un divorzio. Ebbe quattro figli, tre femmine e un maschio (l'attore Robert Madison).

## Filmografia parziale

### Cinema
- Da quando te ne andasti (Since You Went Away), regia di John Cromwell (1944)
- Anime ferite (Till the End of Time), regia di Edward Dmytryk (1946)
- Serenata messicana (Honeymoon), regia di William Keighley (1947)
- Texas, Brooklyn and Heaven, regia di William Castle (1948)
- I lancieri del deserto (Massacre River), regia di John Rawlins (1949)
- A sud rullano i tamburi (Drums in the Deep South), regia di William Cameron Menzies (1951)
- Fuggiaschi (Red Snow), regia di Harry S. Franklin  e Boris Petroff (1952)
- L'indiana bianca (The Charge at Feather River), regia di Gordon Douglas (1953)
- L'invasore bianco (The Command), regia di David Butler (1954)
- 5 contro il casinò (5 Against the House), regia di Phil Karlson (1955)
- L'ultima frontiera (The Last Frontier), regia di Anthony Mann (1955)
- Gli eroi della stratosfera (On the Threshold of Space), regia di Robert D. Webb (1956)
- Paura d'amare (Hilda Crane), regia di Philip Dunne (1956)
- La valle dei disperati (The Beast of Hollow Mountain), regia di Edward Nassour e Ismael Rodríguez (1956)
- Rappresaglia (Reprisal!), regia di George Sherman (1956)
- Lo spietato (The Hard Man), regia di George Sherman (1957)
- La frusta dell'amazzone (Bullwhip), regia di Harmon Jones (1958)
- Il ritorno dell'assassino (Jet Over the Atlantic), regia di Byron Haskin (1959)
- La schiava di Roma, regia di Sergio Grieco e Franco Prosperi (1961)
- Rosmunda e Alboino, regia di Carlo Campogalliani (1961)
- Le prigioniere dell'isola del diavolo, regia di Domenico Paolella (1962)
- Il boia di Venezia, regia di Luigi Capuano (1963)
- Il vendicatore mascherato, regia di Pino Mercanti (1964)
- La battaglia di Fort Apache (Old Shatterhand), regia di Hugo Fregonese (1964)
- Sandokan alla riscossa, regia di Luigi Capuano (1964)
- Sandokan contro il leopardo di Sarawak, regia di Luigi Capuano (1964)
- Sfida a Rio Bravo (Desafío en Río Bravo), regia di Tulio Demicheli (1964)
- I misteri della giungla nera, regia di Luigi Capuano (1964)
- L'avventuriero della Tortuga, regia di Luigi Capuano (1965)
- Viva Gringo (Das Vermächtnis des Inka), regia di Georg Marischka (1965)
- I cinque della vendetta, regia di Aldo Florio (1966)
- LSD - Inferno per pochi dollari, regia di Massimo Mida (1967)
- 7 winchester per un massacro, regia di Enzo G. Castellari (1967)
- Il figlio di Django, regia di Osvaldo Civirani (1967)
- Bang Bang Kid, regia di Giorgio Gentili (1967)
- Devilman Story, regia di Paolo Bianchini (1967)
- L'invincibile Superman, regia di Paolo Bianchini (1968)
- I lunghi giorni dell'odio, regia di Gianfranco Baldanello (1968)
- Testa di sbarco per otto implacabili, regia di Alfonso Brescia (1968)
- La battaglia dell'ultimo panzer, regia di José Luis Merino (1969)
- Un posto all'inferno, regia di Giuseppe Vari (1969)
- 7 eroiche carogne (Comando al infierno), regia di José Luis Merino (1969)
- I diavoli della guerra, regia di Bitto Albertini (1969)
- Reverendo Colt, regia di León Klimovsky (1970)
- Il baco da seta, regia di Mario Sequi (1974)
- The Pacific Connection, regia di Luis Nepomuceno (1974)
- Won Ton Ton, il cane che salvò Hollywood (Won Ton Ton: The Dog Who Saved Hollywood), regia di Michael Winner (1976)
- Where's Willie?, regia di John Florea (1978)

### Televisione
- Wild Bill Hickok (The Adventures of Wild Bill Hickok) – serie TV, 112 episodi (1951-1958)
- Climax! – serie TV, episodi 1x26-3x31 (1955-1957)
- The Ford Television Theatre – serie TV, episodi 4x08-5x06 (1955-1956)
- General Electric Theater – serie TV, episodio 6x31 (1958)

## Doppiatori italiani
- Pino Locchi in Lo spietato, Rosmunda e Alboino, Viva Gringo, Il figlio di Django, Bang Bang Kid, I lunghi giorni dell'odio, 7 eroiche carogne
- Renato Turi in Il boia di Venezia, Sandokan alla riscossa, Sandokan contro il leopardo di Sarawak, I misteri della giungla nera, L'avventuriero della Tortuga
- Giuseppe Rinaldi in I lancieri del deserto, 5 contro il casinò, L'ultima frontiera, Rappresaglia, La frusta dell'amazzone
- Emilio Cigoli in La schiava di Roma, 7 Winchester per un massacro, I diavoli della guerra, Reverendo Colt
- Stefano Sibaldi in L'indiana bianca, L'invasore bianco
- Riccardo Cucciolla in I cinque della vendetta, Un posto all'inferno
- Renato Izzo in Battaglia di Fort Apache, Devilman Story
- Gianfranco Bellini in Da quando te ne andasti
- Sergio Graziani in Testa di sbarco per otto implacabili
- Roberto Villa in Il baco da seta
- Rolf Tasna in Il vendicatore mascherato
- Enzo Tarascio in LSD-Inferno per pochi dollari
- Sergio Tedesco in La battaglia dell'ultimo panzer
- Massimo Turci in Anime ferite (ridoppiaggio)